# Адорація

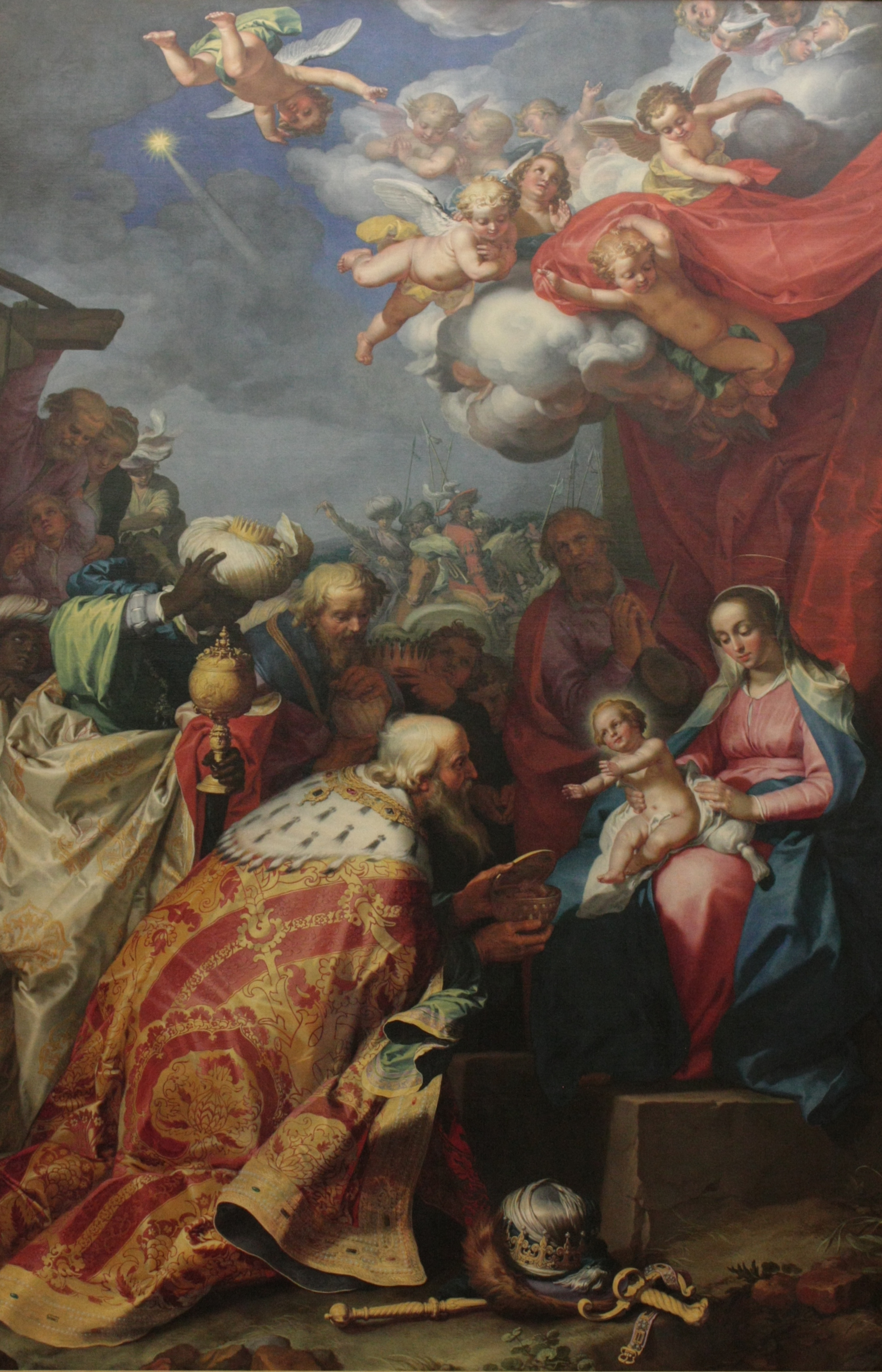
Поклоніння царів Христу.

Адора́ція, або поклоні́ння (лат. adoratio, «вшанування, поклоніння») — символічна поза, жест молитви до божества чи об'єкта поклоніння; його вшанування, поклоніння йому; благання допомоги, пощади; торжества перемоги.

## Форми (пози, жести) адорації
Жест заступництва, молитви, коли обидві руки витягнуті вгору до Бога чи об'єкта поклоніння, є широко відомим у світовій символіці.
До поширення християнства та ісламу, адорація майже ніколи не відбувалася навколішки: найчастіше адорант стоїть, інколи молитовно склавши руки.
В ранньому християнстві позою адорації також було підняття рук. Подібні зображення з піднятими руками, так звані оранти (лат. orantes — «ті, що моляться»), часто знаходять на стінах ранньохристиянських катакомб.
Відомим українцям прикладом є зображення Оранти на склепінні Софійського собору в Києві. У православ'ї така форма адорації збереглася лише під час молитви священиків під час Євхаристичного канону перед престолом.

## Адорація в мистецтві
Адорація є типовим сюжетом стародавнього мистецтва: один чи кілька адорантів, зазвичай замовників художнього твору, стоять перед чи моляться божеству або ж зображенню божества. Також дуже поширеним був сюжет, коли адоранта перед старшим божеством веде молодше, яке є ніби представником та заступником людини. У середньовічному мистецтві роль молодшого божества часом відіграють янголи-заступники чи святі.